# Патоген
Патогени (от гръцки: πάθος и -γενής) са всички възможни агенти, които причиняват заболявания. Това могат да бъдат организми, като бактерии, протозои и гъбички, а също вируси или репродуктивни приони, които причиняват болестта и атакуват защитните системи на организма.

## Патогени
Има пет вида патогени:
- Бактерии: Най-известните патогени. Повечето съществуващи лекарства са предназначени за борба с бактериите. Това са истинските бактерии (еубактерии); древните бактерии (археи) не причиняват болести.
- Вируси
- Протисти: Например амеби.
- Животни: Например червеи.
- Приони

## Патогенни фактори
Патогенните фактори обикновено се делят на четири типа:
- Токсини: вещества, които причиняват разрушаване на телесните клетки или нарушават функционирането им.
- Адхезивни фактори: вещества, които обикновено се намират върху клетъчната мембрана на патогена, позволявайки му да се придържа към клетките и тъканите в тялото.
- Инвазивни фактори: вещества, разположени на клетъчната мембрана, или вещества, които патогенът отделя, които му позволяват да проникне в клетките на тялото.
- Фактори на културата: вещества, които патогенът оттделя и които му позволяват да се възпроизвежда на определени места в тялото – понякога на места, където условията на обкръжаващата среда са тежки. Например бактериите, способни да се заселят в стомаха, където обкръжаващата среда е силно киселинна, правят това, като произвеждат ензими, които неутрализират киселинността.

Много лекарства, особено антибиотичните видове, се фокусират върху един от тези четири фактора и пречат на патогена да произвежда съответното вещество.